# Kirche Boldekow

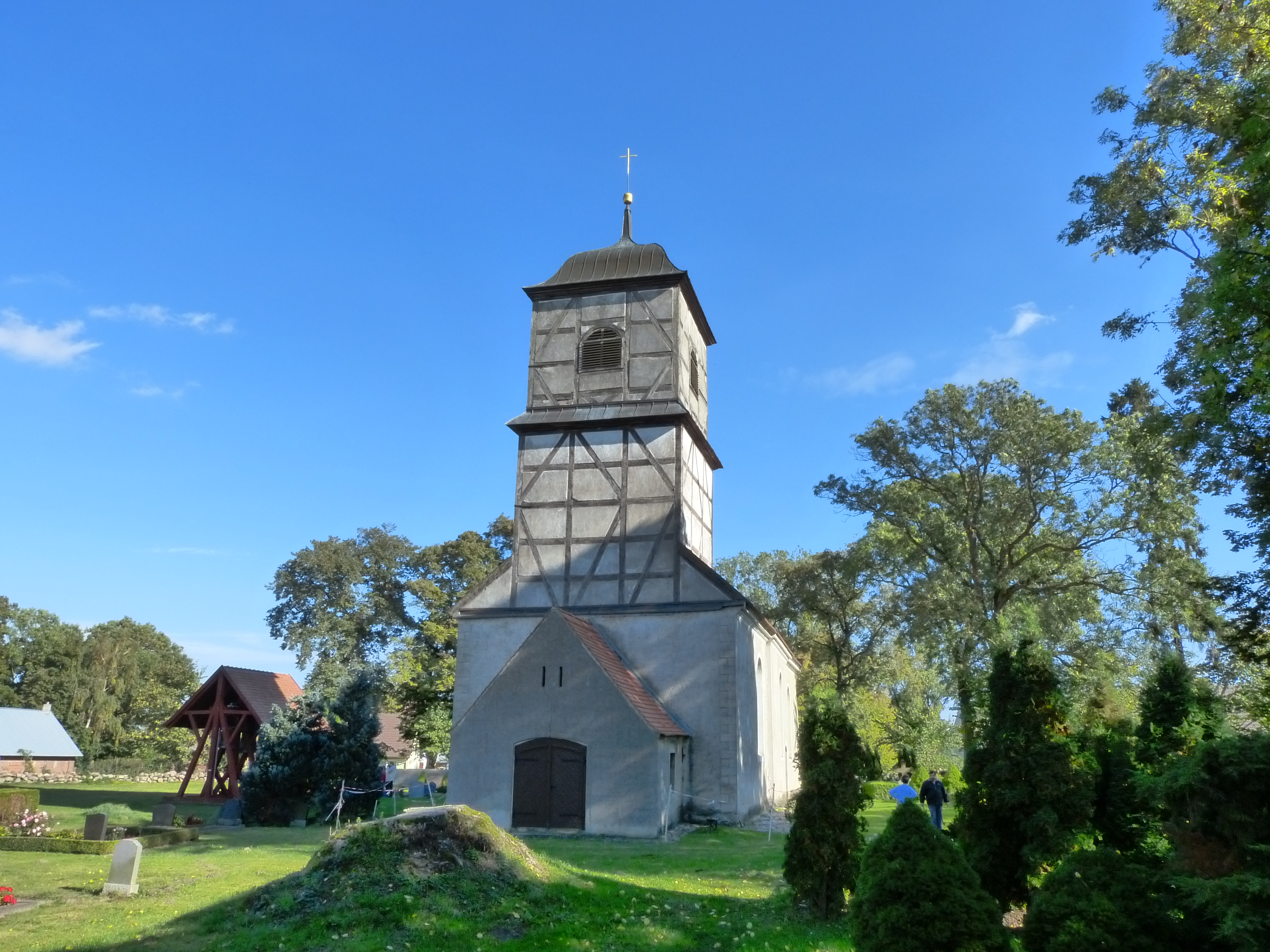
Kirche Boldekow

Die Kirche Boldekow ist ein aus dem 13./15. Jahrhundert stammendes Kirchengebäude in Boldekow in Vorpommern.
Der ziegelgedeckte Feldsteinsaal stammt aus dem 15. Jahrhundert. Kaum eingezogen ist der wohl noch im 13. Jahrhundert errichtete rechteckige Chor. Nachdem die Kirche im Dreißigjährigen Krieg zerstört worden war, begann man erst 1728 mit der Wiederherstellung. Aus dieser Zeit stammt auch der zweigeschossige, in Fachwerk ausgeführte Kirchturm mit geschweifter Haube über dem Westgiebel, ebenso wie die rundbogige Form der Fenster, die korbbogigen Form der Portale und der Verputz. Im 19. Jahrhundert wurde der Bau renoviert. Der westliche Anbau wurde im Jahr 1950 fertiggestellt.
Der Innenraum ist flachgedeckt. Die einheitliche barocke Ausstattung stammt aus dem 18. Jahrhundert. Dazu gehören ein Kanzelaltar, Kastengestühl und Hufeisenempore mit durchbrochenen Schnitzereien. Der Schalldeckel mit Strebekrone und dem Wappen der Familie von Schwerin zeigt in der Bekrönung Herz Jesu. Der Rundfuß eines mittelalterlichen Taufsteins ist aus Granit. Der Standfuß und das Taufbecken dazu, die vermutlich aus dem Jahr 1320 stammen, wurden 2015 bei Renovierungsarbeiten im Erdboden der Kirche aufgefunden. Die Orgel mit dreiteiligem, neugotischen Prospekt wurde 1852 von Friedrich Wilhelm Kaltschmidt aus Stettin gefertigt. Pastorenbildnisse zeigen J. P. Adelung († 1759, Vater von Johann Christoph Adelung), J. F. Sprengel († 1808) und F. C. Lüdicke († 1893). Das Alter der Pastorentafel mit den Namen der Pastoren seit der Reformation ist nicht bestimmt.
Das Geläut besteht aus drei Glocken, die im Jahr 2003 in Bad Friedrichshall gegossen wurden. Sie hängen im freistehenden Glockenstuhl auf dem Kirchhof.
Die evangelische Kirchgemeinde gehört seit 2012 zur Propstei Pasewalk im Pommerschen Evangelischen Kirchenkreis der Evangelisch-Lutherischen Kirche in Norddeutschland. Vorher gehörte sie zum Kirchenkreis Greifswald der Pommerschen Evangelischen Kirche.